# Casbia anomalata
Casbia anomalata är en fjärilsart som beskrevs av W. Warren 1899. Casbia anomalata ingår i släktet Casbia och familjen mätare. Inga underarter finns listade i Catalogue of Life.